# Playboy: The Mansion
Pour les articles homonymes, voir The Mansion.
Playboy: The Mansion est un jeu vidéo de simulation économique développé par Cyberlore Studios et édité par Arush Entertainment et Groove Games, sorti en 2005 sur Windows, PlayStation 2 et Xbox.

## Système de jeu
Le joueur incarne Hugh Hefner et doit gérer son empire depuis le célèbre manoir Playboy

## Accueil
- IGN : 6,9/10[1]